# Andrea Michaela Schartel
Andrea Michaela Schartel (Graz, a 30 de junho de 1964) é uma política austríaca do Partido da Liberdade. É membro do Conselho Nacional desde 2024, tendo servido anteriormente de 2018 a 2019. De 2019 a 2024, foi membro do Conselho Federal.